# Ataque aéreo contra un edificio residencial de Zaporiyia
El ataque aéreo contra un edificio residencial de Zaporiyia ocurrió en un bloque de apartamentos en dicha ciudad ucraniana, en la madrugada del 9 de octubre de 2022. El ataque con misiles, llevado a cabo por las Fuerzas Armadas de Rusia, mató al menos a 13 personas e hirió a más de 89.
El ataque aéreo, como otros en Kiev, Leópolis, Dnipró, Nicolaiev y Zhitómir, tuvo lugar el día después de que una explosión dañara gran parte del puente de Crimea, que el presidente ruso, Vladímir Putin, acusó su autoría al gobierno de Ucrania, y lo calificó como un "acto de terrorismo".

## Fondo

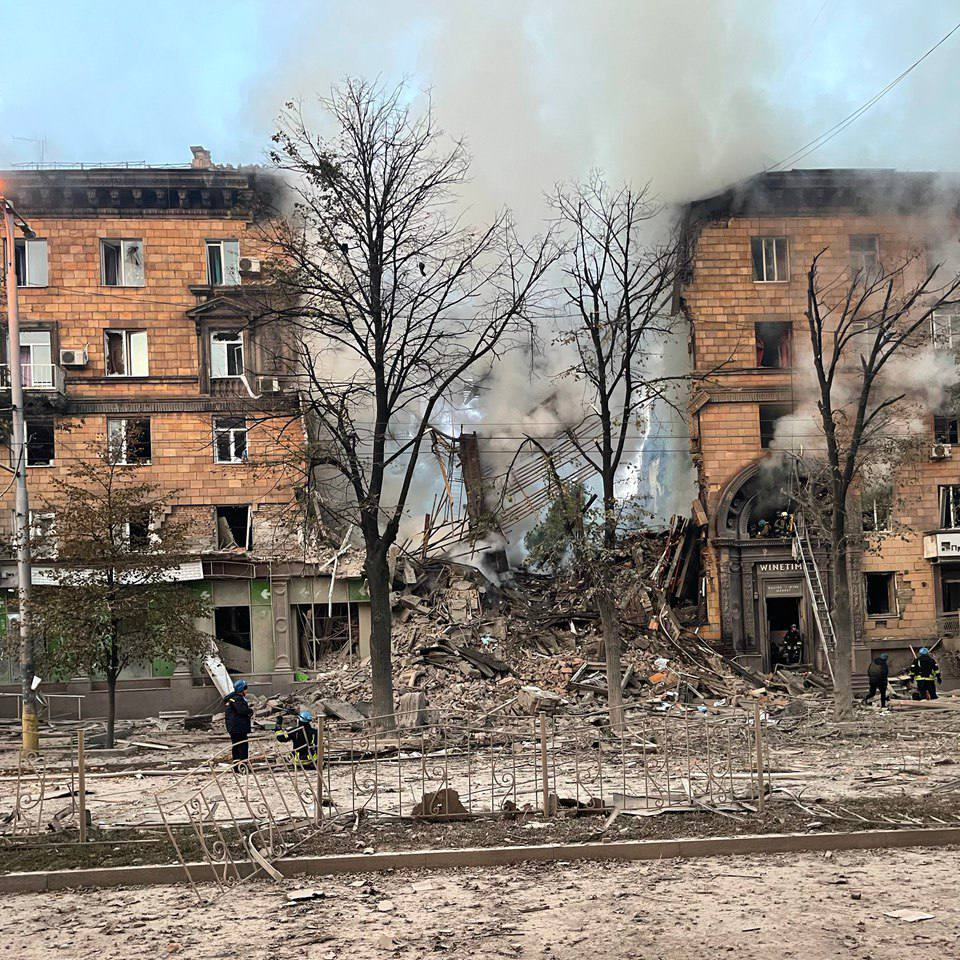
Un edificio residencial en Zaporiyia tras el bombardeo sobre la ciudad.

Durante la invasión rusa de Ucrania de 2022, las autoridades rusas y sus Fuerzas Armadas han atacado repetidamente a civiles ucranianos. En el mismo óblast de Zaporiyia, un ataque contra un convoy civil el 30 de septiembre mató a 32 personas e hirió a casi 90 más. El ataque precedió a la anexión unilateral del parte del óblast junto a otras regiones a Rusia.
Unos días antes del ataque aéreo, el 6 de octubre, al menos 17 personas, incluido un niño, murieron cuando siete misiles rusos impactaron en Zaporiyia, tres de los cuales alcanzaron el centro residencial de la ciudad.
El 8 de octubre, una explosión causó importantes daños en el puente de Crimea, una ruta de suministro clave para que las Fuerzas Armadas rusas entraran en la Crimea ocupada.

## Ataque aéreo
Se lanzaron seis misiles contra una zona residencial en Zaporiyia, destruyendo un edificio de apartamentos y dañando otros 70 edificios. El ataque resultó en la muerte de trece personas, incluido un niño. Otros 89 resultaron heridos, once de los cuales son niños. Según los informes, los misiles provinieron de la llamada «Administración Militar y Civil de Zaporiyia», término eufemístico que usa Moscú para definir a su zona de ocupación en la región de Zaporiyia.